# Campionats regionals polonesos de futbol
Els Campionats regionals polonesos de futbol son els campionats anteriors a la independència de Polònia i la creació del campionat polonès el 1920, no disputats en format de lliga, i de la lliga polonesa de futbol Liga Piłki Nożnej (LPN) el 1927 a Varsòvia. Aquests campionats foren el Campionat de Galítsia, que formava part de l'imperi Austro-Hongarès, el campionat de la Ciutat de Łódź, i el Campionat de la Gran Polònia (Wielkopolska), que formava part de l'Imperi Alemany.

## Historial
Font:
| Any  | Campionat de Galítsia | Campionat de la Gran Polònia | Campionat de la Ciutat de Łódź |
| ---- | --------------------- | ---------------------------- | ------------------------------ |
| 1910 | no es disputà         | no es disputà                | Lodzer TV Kraft                |
| 1911 | no es disputà         | no es disputà                | SV Newcastle Lodz              |
| 1912 | no es disputà         | no es disputà                | ŁKS Łódź                       |
| 1913 | KS Cracovia           | KS Warta Poznań              | ŁKS Łódź                       |
| 1914 | abandonat             | KS Warta Poznań              | Lodzer TV Alter                |
| 1915 | no es disputà         | no es disputà                | no es disputà                  |
| 1916 | no es disputà         | no es disputà                | SV Sturm Lodz                  |
| 1917 | no es disputà         | no es disputà                | no es disputà                  |
| 1918 | no es disputà         | no es disputà                | ŁTS Szturm Łódź                |
| 1919 | no es disputà         | TS Unia Poznań               | ŁTS Szturm Łódź                |

1. ↑  Abandonat per l'inici de la I Guerra Mundial. En el moment de l'abandonament KS Cracovia era primer Czarni Lwów segon i Pogoń Lwów tercer.
2. ↑  Anteriorment Lodzer TV Kraft.

### Campionat de la ciutat deŁódź1912
| Club         | Partits | Gols  | Punts |
| ------------ | ------- | ----- | ----- |
| ŁKS Łódź     | 14      | 43-13 | 26    |
| FC Victoria  | 14      | 28-13 | 20    |
| ST Achilles  | 14      | 28-17 | 16    |
| TV Kraft     | 14      | 32-22 | 15    |
| Newcastle    | 14      | 29-23 | 13    |
| Touring Club | 14      | 13-33 | 11    |
| Widzew Łódź  | 14      | 10-42 | 7     |
| SS Union     | 14      | 4-24  | 4     |

### Campionat de laGran Polònia1913
| Club            | Partits | Gols  | Punts |
| --------------- | ------- | ----- | ----- |
| Warta Poznań    | 4       | 10-8  | 6     |
| Ostrovia Ostrow | 4       | 10-11 | 3     |
| Posnania Poznań | 4       | 7-8   | 3     |

### Campionat deGalítsia1913
| Club            | Partits | Gols | Punts |
| --------------- | ------- | ---- | ----- |
| Cracovia Kraków | 4       | 10-4 | 6     |
| Wisła Kraków    | 4       | 5-8  | 4     |
| Pogoń Lwów      | 4       | 4-7  | 2     |